# Тимбаленд
Тимъти Закъри Моусли (на английски: Timothy Zachery Mosley), по-известен с псевдонима си Тимбаленд (на английски: Timbaland), е американски музикант, продуцент, певец и рапър. Той е работил с едни от най-известните поп и рап изпълнители като Джъстин Тимбърлейк, Нели Фуртадо, Мадона, Фифти Сент, Кание Уест, Джей Зи и много други.

## Дискография
- Welcome to Our World (1997, Timbaland & Magoo)
- Tim's Bio: Life from da Bassment (1998)
- Indecent Proposal (2001, Timbaland & Magoo)
- Under Construction, Part II (2003, Timbaland & Magoo)
- Timbaland Presents Shock Value (2007)
- Remix & Soundtrack Collection (2007)
- Timbaland Presents Shock Value 2 (2008)